# 木俣滋郎
木俣 滋郎（きまた じろう、1930年7月14日 - ）は、戦争・兵器・船舶史家。
静岡県浜松市生まれ。一橋大学経済学部卒業。工学院大学付属高等学校教諭のかたわら、歴史・兵器を研究。1998年退職。

## 著書
- 『桜花特別攻撃隊 人間爆弾の悲劇!』経済往来社 1970　「桜花特攻隊」光人社NF文庫
- 『世界軍船物語』雄山閣出版 歴史物語叢書 1970
- 『戦場を駆けるエンジン 第二次大戦下の自動車メーカーの激突』秋田書店 サンデー新書 1970
- 『日本軍艦物語』雄山閣出版 物語歴史文庫 1971
- 『残存・帝国艦艇 写真と図による』図書出版社 1972
- 『写真でみる世界の商船』成山堂書店 1972
- 『第二水雷戦隊突入す 礼号作戦・最後の艦砲射撃』経済往来社 1972　のち光人社NF文庫
- 『海洋探険の歴史』雄山閣出版 物語歴史文庫 1973
- 『帝国陸軍兵器考』雄山閣出版 1974　「陸軍兵器発達史 明治建軍から本土決戦まで」光人社NF文庫
- 『孤島への特攻 ウルシーは燃えているか』白金書房 1975　のち光人社NF文庫
- 『日本空母戦史』図書出版社 1977
- 『幻の秘密兵器』広済堂ブックス 1977　のち光人社NF文庫
- 『連合艦隊潜水艦』広済堂ブックス 1977　「潜水艦入門 海底の王者徹底研究」光人社NF文庫
- 『世界戦車戦史』図書出版社 1981　「戦車戦入門 世界篇」光人社NF文庫
- 『孤島への特攻』朝日ソノラマ 航空戦史シリーズ 1982
- 『陸軍航空戦史 マレー作戦から沖縄特攻まで』経済往来社 1982
- 『日本戦艦戦史』図書出版社 1983　「戦車戦入門 日本篇」光人社NF文庫
- 『おもしろ世界の商船』成山堂書店 1985
- 『極北の海戦』朝日ソノラマ 航空戦史シリーズ 1985　のち光人社NF文庫
- 『第二次大戦海戦小史』朝日ソノラマ 航空戦史シリーズ　1986　「大西洋・地中海の戦い ヨーロッパ列強戦史」光人社NF文庫
- 『なぐり込み艦隊』朝日ソノラマ 航空戦史シリーズ　1986
- 『日本水雷戦史』図書出版社 1986
- 『陸軍航空隊全史』朝日ソノラマ 航空戦史シリーズ　1987　のち光人社NF文庫
- 『世界戦車戦史 part 2』図書出版社 1989
- 『敵潜水艦攻撃』朝日ソノラマ 新戦史シリーズ　1989　「潜水艦攻撃 日本軍が撃沈破した連合軍潜水艦」光人社NF文庫
- 『日本軽巡戦史』図書出版社 1989
- 『撃沈戦記』1-3　永井喜之共著　朝日ソノラマ 新戦史シリーズ 1988-93　のち「欧州海戦記」光人社NF文庫など
- 『日本の軍艦』朝日ソノラマ 新戦史シリーズ　1990　「艦艇発達史 幕末から昭和まで日本建艦物語」光人社NF文庫
- 『船のやじうま見聞記』成山堂書店 1990
- 『高速爆撃機「銀河」』朝日ソノラマ 新戦史シリーズ　1992 のち光人社NF文庫
- 『ジェット空中戦』ファラオ企画 1992　のち光人社NF文庫
- 『撃沈戦記 part 4』朝日ソノラマ 新戦史シリーズ　1993
- 『日本潜水艦戦史』図書出版社 1993
- 『日本海防艦戦史』図書出版社 1994
- 『提督たちの太平洋戦争 連合艦隊を指揮した十八名の決断と死闘の航跡』PHP研究所 1995
- 『駆逐艦入門 水雷戦の花形徹底研究』光人社NF文庫 1998
- 『大図解空中戦兵器発達史 第一次世界大戦から湾岸戦争まで』タスクフォース1編 グリーンアロー出版社 1998
- 『日本特攻艇戦史 震洋・四式肉薄攻撃艇の開発と戦歴』光人社 1998　のち文庫
- 『小艦艇入門 海軍を支えた小艦徹底研究』光人社NF文庫 1999
- 『「大図解」世界の上陸作戦 上陸作戦の詳細上陸用舟艇の発展を読む』タスクフォース1編 グリーンアロー出版社 1999
- 『大図解太平洋戦争を闘った将星たち 日本陸海軍指揮官たちの作戦と死闘に迫る!』タスクフォース1編 グリーンアロー出版社 2000
- 『連合軍艦艇撃沈す 日本海軍が沈めた艦船21隻の航跡』光人社NF文庫 2013

## 注
1. ↑  『現代日本人名録』